# Karra-māhte Fossae
Le Karra-māhte Fossae sono una struttura geologica della superficie di Venere.